# National Renewable Energy Laboratory

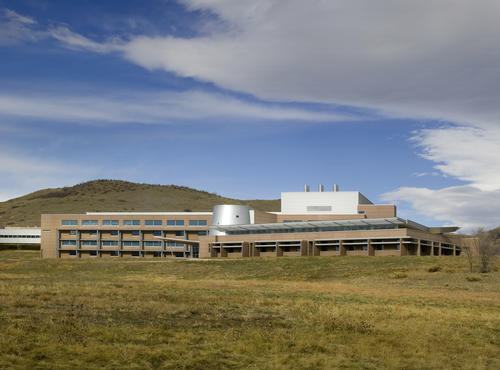
NREL

Het National Renewable Energy Laboratory (NREL) is een nationaal laboratorium van de Verenigde Staten, gevestigd in Golden (Colorado). 
Het instituut richt zich geheel op onderzoek en ontwikkeling op het gebied van alternatieve energie. Het is sinds 1991 een nationaal lab. 

## Geschiedenis
Het lab werd in 1974 opgericht als het Solar Energy Research Institute. Vooral in de Carter-jaren maakte het lab een stormachtige ontwikkeling door. Van deze president kreeg het instituut een budget van $500.- miljoen per jaar. Het hield zich in die tijd niet alleen bezig met onderzoek en ontwikkeling, maar ook met voorlichting op het gebied van al voorhanden technologische mogelijkheden. 
In de erop volgende Reagan-tijd werd het budget met 90% verminderd. Later is er weer meer belangstelling voor energiezaken ontstaan en heeft het instituut erkenning gekregen als een nationaal lab.
Het instituut wordt beheerd door een privé-bedrijf dat zich met onderzoek bezighoudt: MRI (Midwest Research Institute) uit Kansas City (MO).